# Maria Adelaida de Luxemburg
Maria Adelaida de Luxemburg (Marie-Adélaïde Thérèse Hilda Wilhelmine) (14 de juny de 1894 – 24 de gener de 1924) filla primogènita del gran duc Guillem IV de Luxemburg. Fou proclamada hereva el 10 de juliol de 1907 per a solucionar una crisi successòria al suprimir-se la Llei Sàlica, vigent fins aquell moment en el gran ducat. Es convertí en monarca a la mort del seu pare, el 25 de febrer de 1912.
Durant la Primera Guerra Mundial va mantenir bones relacions amb els ocupants alemanys. Després del conflicte, en gener de 1919, algunes veus des del Parlament demandaren la seva abdicació, que es va fer efectiva el 14 de gener de 1919. La va succeir la seva germana Carlota. Maria Adelaida es retirà a un convent de Mòdena i morí al castell de Hohenburg (Baviera) el 24 de gener de 1924.